# Огонь по штабам
Огонь по штабам (кит. упр. 炮打司令部, пиньинь pàodǎ sīlìngbù, палл. паода сылинбу) — лозунг Мао, положивший начало Культурной революции в 1966 году. Этот лозунг был выдвинут в первом дацзыбао, написанном лично Мао Цзэдуном. Означал «критику ревизионизма и бюрократии» в партийном аппарате, а также осуществление прямой диктатуры пролетариата. Реализовывали этот лозунг студенты-хунвэйбины («красногвардейцы») и рабочие-цзаофани («бунтари»). Первоначально инициатива революционных групп сводилась к критике неугодных руководителей в стенгазетах. Затем студенты начали штурмовать помещения парткомов и администраций вузов, вышвыривая руководство на улицу.

## История
Лозунг «огонь по штабам» привёл к массовым выступлениям против администрации и партийного руководства отрядами хунвэйбинов и цзаофаней. Партийных руководителей обвиняли в бюрократии.
В 1967 году в Шанхае цзаофани собрали митинг рабочих и захватили горком, образовав шанхайскую коммуну. Этот «передовой опыт» приветствовался Мао Цзэдуном. Однако волна захватов власти приводила к хаосу, погромщики не обладали никакой позитивной программой и не могли организовать управления, отчего нередко приходилось восстанавливать структуры власти, привлекая тех же партийных работников.
В 1967 году страна вверглась в хаос. Разрозненные группировки хунвэйбинов и цзаофаней дрались между собой. Парткомы, напуганные разгромами, пытались заручиться поддержкой местных отрядов хунвэйбинов, стали сами вмешиваться в уличные события.
Кульминацией хаоса стали летние события в городе Ухань. Когда ситуация в городе дошла до предела, жители стали создавать отряды самообороны от бесчинства враждующих группировок. Направленные на усмирение «контрреволюционных группировок» войска под командованием генерала Чэнь Цзайдао вошли в город и разгромили как местные партийные органы, так и организации хунвэйбинов и цзаофаней, поддержав «миллион героев» — около 500 000 жителей. При этом Чэнь Цзайдао проигнорировал прямые приказы из Пекина, взял под арест двух чиновников и не дал Чжоу Эньлаю высадиться на самолёте в Ухане, угрожая танками. Из Пекина были посланы несколько дивизий, после первой угрозы применить огонь Чэнь Цзайдао немедленно сдался. Хотя такие самовольные действия были осуждены, это было первым опытом применения армии для наведения порядка, что в дальнейшем позволило свернуть политическую активность масс, а к 1969 году ликвидировать хунвэйбинов.

## Влияние
Лозунг «огня по штабам» повлиял на умонастроения леворадикальной молодежи на Западе (см. Майские события во Франции 1968 года).